# Tizac-de-Lapouyade
Tizac-de-Lapouyade (in okzitanischer Sprache gleichlautend) ist eine südwestfranzösische Gemeinde mit 475 Einwohnern (Stand 1. Januar 2022) im Département Gironde in der Region Nouvelle-Aquitaine.

## Lage
Der Ort Tizac-de-Lapouyade liegt etwa 23 Kilometer (Fahrtstrecke) nördlich von Libourne; er liegt auf einer Höhe von etwa 50 Metern ü. d. M. Die Großstadt Bordeaux befindet sich ca. 50 Kilometer südwestlich.

## Geschichte
Einige Heimatforscher leiten den Ortsnamen von der lateinischen Ortsbezeichnung Titiacum ab, die auf den römischen oder gallorömischen Namen Titus zurückzuführen ist. Aus frühmittelalterlicher Zeit haben sich spärliche Reste eines Erdhügels (motte) in der Nähe des Bahnhofs erhalten. Im 15. Jahrhundert erlebte der Ort anscheinend eine Periode des relativen Wohlstands – aus dieser Zeit stammen sowohl wesentliche Teile der heutigen Pfarrkirche als auch das Château de Taillefer und die Commanderie de Lataste.

### Bevölkerungsentwicklung
| Jahr      | 1962 | 1968 | 1975 | 1982 | 1990 | 1999 | 2006 | 2018 |
| Einwohner | 357  | 317  | 308  | 339  | 393  | 438  | 470  | 474  |

Im 19. Jahrhundert hatte die Gemeinde meist zwischen 400 und 500 Einwohner. Die Reblauskrise sowie die zunehmende Mechanisierung der Landwirtschaft führten in der zweiten Hälfte des 19. und in der ersten Hälfte des 20. Jahrhunderts zu einem allmählichen Absinken der Einwohnerzahlen bis auf die Tiefststände in den 1960er und 1970er Jahren. Wegen der relativen Nähe zur Großstadt Bordeaux und den auf dem Lande deutlich niedrigeren Immobilienpreisen ist in den letzten Jahrzehnten wieder ein leichter Anstieg der Bevölkerungszahlen zu verzeichnen.

## Sehenswürdigkeiten
- Von der ursprünglich romanischen und inmitten des Friedhofs stehenden Pfarrkirche Saint-Pierre ist nur noch die schmucklose Apsis mit ihrer Kalottenwölbung erhalten. Das Langhaus wurde dagegen im 15. Jahrhundert erneuert und durch Strebepfeiler stabilisiert; es erhielt große Fenster sowie ein imposantes Rippengewölbe. Aus dieser Zeit stammen auch große Teile der – im 19. Jahrhundert nochmals überarbeiteten – Westfassade mit ihrem gotischen Portal und dem zweigeteilten Glockengiebel.
- Das in Privatbesitz befindliche und efeuumrankte Château de Taillefer hat noch einen Treppenturm aus dem 15. Jahrhundert; der übrige Bau ist jüngeren Datums.
- Die Commanderie de Lataste ist ein ansehnlicher dreiflügeliger Bau aus dem 15. und 17. Jahrhundert.
- Die ehemalige Moulin de Charlot wurde zu einem Restaurant umgebaut.

## Wirtschaft
Tizac-de-Lapouyade lebte jahrhundertelang von der Landwirtschaft, zu der auch der Weinbau gehörte, der heute die größten Anbauflächen der Gemeinde einnimmt und über die Appellationen Bordeaux (AOC) und Bordeaux Supérieur (AOC) vermarktet wird. Aber auch der Tourismus in Form der Vermietung von Ferienwohnungen (gîtes) trägt zu den Einnahmen der Gemeinde bei.